# Cathetocephalus australis
Espèce
Cathetocephalus australis est une espèce de cestodes de la famille des Cathetocephalidae. Découverte dans les eaux australiennes, cette espèce est un parasite de certaines Elasmobranchii. Le spécimen type a été identifié par Schmidt et Beveridge chez un requin cuivre au large de Goolwa, en Australie-Méridionale.